# Lijst van Britse politie- en detectiveseries
Dit is een Lijst van Britse politie- en detectiveseries die gemaakt zijn door een Engels productiebedrijf en uitgezonden werden op een landelijke televisiezender.
Detectives in onderstaande series die niet in dienst van de politie zijn:
- Shoestring
- Miss Marple
- Cadfael
- Campion
- Sherlock Holmes
- Hercule Poirot
- Rosemary & Thyme
- The Saint
- Father Brown
- Murder Rooms
- Tommy en Tuppence Beresford - Agatha Christie's Partners in Crime
- Frank Marker - Public Eye
- Eddie "Fitz" Fitzgerald -  Cracker
- Lew Burnett - The Hanged Man
- Craig Stevens  - Man of the World
- Zara Turner - The Blind Date
- Vincent Gallagher - Vincent
- Diverse rollen - Widows

In de omschrijving van de onderstaande series is de chronologische volgorde van het eerste productiejaar aangehouden.

## De series

### Start jaren 1950
- Fabian of the Yard (1954-1956) is met 30 afleveringen waarschijnlijk de eerste Britse politieserie. Hierin de belevenissen van DI Robert Fabian van New Scotland Yard.
- Dixon of Dock Green (1955-1976) was met 432 afleveringen een van de langst lopende politieseries in Engeland met in de hoofdrol Jack Warner als PC George Dixon.
- The New Adventures of Charlie Chan (1957-1958) bestond uit 39 afleveringen over de legendarische Chinese detective Charlie Chan, gespeeld door J. Carrol Naish. Hij wordt in Londen geholpen door Inspector Marlowe (Hugh Williams) en Inspector Duff (Rupert Davies). Zijn nummer één zoon Barry Chan is een rol van James Hong.
- Murder Bag & Crime Sheet (1958-1959) met 57 afleveringen voor Murder Bag en 15 afleveringen voor Crime Sheet. Deze serie is een voorloper van de volgende serie No Hiding Place. De hoofdrolspeler is dezelfde figuur en acteur.
- No Hiding Place (1959-1967) is een politieserie met 236 afleveringen. De zaken van Detective Chief Superintendent Tom Lockhart (Raymond Francis) werkzaam bij Scotland Yard werden gevolgd, hij werd geassisteerd door Detective Sergeant Harry Baxter (Eric Lander).

### Start jaren 1960
- Maigret (1960-1963) omvat 51 afleveringen, met Rupert Davies als de Franse commissaris Jules Maigret, Ewen Solon (als zijn assistent Lucas) en Helen Shingler (als Madame Maigret).
- Edgar Wallace Mysteries was een serie van 40 (sommige experts zeggen 47) die tussen 1960 en 1965 werd geproduceerd in de Merton Park Studios Ltd in Londen. De verhalen in de serie waren nogal losjes gebaseerd op het schrijfwerk van Edgar Wallace. De producent van de serie was Jack Greenwood.
- The Ghost Squad (1961-1964) bestaat uit 52 afleveringen over de verrichtingen van een speciale afdeling van Scotland Yard, bekend als the Ghost Squad. De afdeling wordt geleid door squads chief, Sir Andrew Wilson en undercoveragent Nick Craig. In 1964 kreeg de serie een nieuwe naam G.S.5 met 13 afleveringen en een nieuwe undercoveragent Peter Clarke.
- Man of the World (1962-1963) 20 afleveringen. De serie laat Craig Stevens als Michael Strait zien, een fotograaf die via zijn opdrachten mysterieuze zaken tegenkomt in de wereld van de rijken.
- The Saint (1962-1969) The Saint is een uitgebreide serie met 118 afleveringen naar de boeken van Leslie Charteris met Roger Moore in de hoofdrol. Simon Templar is een miljonair die zijn leven in dienst stelt om misdaad te bestrijden.
- Z-Cars (1962-1978) wint het met 667 afleveringen als langste serie van Dixon of Dock Green. De naam 'Z-Cars' slaat op de door de politie gebruikte auto's (meestal Ford Zodiacs en Ford Zephyrs). In de hoofdrol speelde Stratford Johns (1925-2002) als politieman DCI Charlie Barlow.
- Gideon's Way (1965) in deze politieserie met 26 afleveringen speelt John Gregson, Commander George Gideon, gebaseerd op de boeken van John Creasey. Hij werd geholpen door Detective Chief Inspector David Keen, een rol van Alexander Davion.
- Public Eye (1965-1975) 87 keer waren de belevenissen van privédetective Frank Marker te zien. Zijn werk deed hij eerst in Londen en in een later stadium in Birmingham. De rol van Marker werd gestalte gegeven door Alfred Burke.
- Softly, Softly (1966-1976) was een BBC-serie met 269 afleveringen die de belevenissen schetst van een rechercheteam in de verzonnen regio Wyvern. De voornaamste politiemensen zijn Detective Chief Inspector Charles Barlow (ook in Z-Cars) en Detective Inspector John Watt (gespeeld door Stratford Johns en Frank Windsor).
- The Prisoner is een Britse televisieserie die tussen april en oktober 1967 werd uitgezonden. Hoewel er slechts 17 afleveringen gemaakt werden, groeide The Prisoner uit tot een van de meest legendarische en geroemde televisieseries aller tijden. De serie was een groot succes en verwierf meteen een enorme cult-aanhang. Vandaag de dag heeft de serie nog vele fanclubs en wordt er nog altijd veel over gesproken en geschreven. The Prisoner wordt gezien als een serie die veel invloed heeft gehad op de televisiegeschiedenis. Patrick McGoohan regisseerde en had de hoofdrol.
- Fraud Squad (1969-1970) De serie (26 afleveringen) laat de activiteiten zien van Fraudulent Crimes Squad van de Metropolitan police (New Scotland Yard), voor het oplossen van zaken tegen oplichters e.d. In de hoofdrol Patrick O'Connell als DI Gamble.
- Special Branch (1969-1974) was een politieserie met als detectives DI Jordan (Derren Nesbitt), DS Eden (Wensley Pithey) en DS Inman (Fulton Mackay). De Special Branch is een afdeling van Scotland Yard die onderzoek doet naar beveiligingslekken in de regering, mensenhandel, spionage en andere gevaarlijke activiteiten.

### Start jaren 1970
- Barlow at Large (1971-1975) DCS Charlie Barlow werkt in Whitehall als medewerker bij de Police Research Services Branch, een afdeling die regionale politiekorpsen helpt bij het oplossen van moeilijke zaken. 29 afleveringen met Stratford Johns (van Z-cars) in de hoofdrol.
- The Rivals of Sherlock Holmes (1971-1973) met 26 afleveringen. Deze serie laat tijdgenoten zien van Arthur Conan Doyles Sherlock Holmes.
- New Scotland Yard (1972-1974) Deze politieserie met 45 afleveringen laat de activiteiten zien van twee leden van het Criminal Investigations Department bij het Metropolitan politiehoofdkantoor van New Scotland Yard met John Woodvine als DCS Kingdom en John Carlisle als DS Ward.
- Van der Valk (1972-1992) - Commissaris Piet van der Valk (Barry Foster) is de politieman in deze lang lopende serie, die geheel in Amsterdam is gesitueerd. Van der Valk moet klaarheid brengen in typisch Amsterdamse problemen met drugshandelaren en seksexploitanten.
- Hunter's Walk was een Britse politieserie geproduceerd in 39 afleveringen van 1973 tot 1976. In deze serie zijn de belevenissen te zien van de politiemensen in een politiebureau in een klein stadje in Northamptonshire
- The Hanged Man (1975) 8 afleveringen. Lew Burnett is een selfmade man en is eigenaar van een bouwbedrijf. Na de dood van zijn vrouw bij een vliegtuigongeluk wordt hij verschillende keren bedreigd. Hij gaat proberen te achterhalen wie hem naar het leven staat en heeft daarbij hulp van een oude vriend Alan Crowe.
- The Sweeney (1975-1978) was een 53 afleveringen lange serie over een zogenaamd Flying Squad, een elitekorps van de Britse politie. John Thaw (bekend als inspector Morse) was Detective Inspector Jack Regan en Dennis Waterman was Detective Sergeant George Carter.
- Second Verdict (1976) was een 6 afleveringen tellende serie over de detectives DS Charlie Barlow en DCI John Watt die zich bezighielden met het reconstrueren van oude misdaadzaken.
- The Professionals (1977-1983) met 57 afleveringen. In de serie Martin Shaw, Lewis Collins en Gordon Jackson, als agenten van de gefingeerde "CI5", een tak van de geheime dienst.
- Target (1977-1978) was een 17 afleveringen tellende serie over de operaties van het 13th Regional Crime Squad. Deze politieafdeling werd geleid door DS Steve Hackett, een rol van Patrick Mower.
- Strangers (1978-1982) met 32 afleveringen. Een politieserie met Det. Sgt. George Bulman en Det. Con. Derek Willis; zij werken voor Unit 23, een speciale afdeling die in het noorden van Engeland moeilijke zaken moet oplossen.
- Shoestring (1979-1980) (Trevor Eve) speelt de rol van Eddie Shoestring. Eddie is een privédetective die problemen via Radio West in Bristol per telefoon probeert te ontmaskeren.

### Start jaren 1980
- The Gentle Touch (1980-1984) 56 afleveringen laat deze serie de belevenissen zien van een aantal politiemensen. In 1980 spelen de gebeurtenissen zich af in Soho en Covent Garden in Londen, maar het is ook het verhaal van DI Maggie Forbes (een rol van Jill Gascoine)
- Juliet Bravo (1980-1985) was een 88 afleveringen tellende serie over een vrouwelijke politie-inspecteur die de leiding krijgt over een politiebureau in de gefingeerde plaats Hartley in Lancashire. Juliet Bravo is haar radio-identificatie.
- Bergerac (1981-1991) Deze serie met 87 afleveringen laat de belevenissen zien van politieman Jim Bergerac (gespeeld door John Nettles nu bekend uit de serie Midsomer Murders) op het Kanaaleiland Jersey.
- The Chinese Detective (1981-1982) Detective Sergeant John Ho (David Yip) gebruikt ongebruikelijke methodes om misdaden op te lossen.
- The Agatha Christie Hour (1982) Deze tien afleveringen tellende serie is gebaseerd op korte verhalen van Agatha Christie over uiteenlopende thema's. Zij spelen zich af in de jaren twintig en dertig van de twintigste eeuw met veel oog voor het detail.
- Agatha Christie's Partners in Crime (1983-1984) Tommy en Tuppence Beresford zijn een upper class stel, maar omdat zij zich vervelen nemen zij Blunts International Detective Agency over. Het is een serie met 11 afleveringen naar de verhalen van Agatha Christie met in de hoofdrollen Francesca Annis en James Warwick.
- Widows (1983-1995) 18 afleveringen waarbij de laatste 6 onder de naam She’s out uitkwamen. Drie gewapende rovers - Harry Rawlins, Terry Miller en Joe Pirelli – werden tijdens een overval gedood. De weduwen, Dolly Rawlins (Ann Mitchell), Shirley Miller (Fiona Hendley) en Linda Pirelli (Maureen O'Farrell) nemen de zaken van hun mannen over en de politie volgt hun gangen.
- The Bill (1983-2007) is een lange serie rondom het politiebureau in Sun Hill (een verzonnen wijk in Londen). Een omvangrijke reeks politiemensen passeren de revue.
- Adam Dalgliesh (1983-1998) Adam Dalgliesh, hij is Commander bij de Metropolitan Police van New Scotland Yard in Londen en is nogal een aparte figuur die zich onder andere bezighoudt met het schrijven van gedichten. Dalgliesh is een weduwnaar; hij verloor zijn vrouw toen zij een kind op de wereld moest brengen. Dalgliesh woont in een flat bij de rivier de Theems en is in het bezit van een Jaguar. Adam Dalgliesh werd in de serie gespeeld door de acteur Roy Marsden in de periode van 1983 tot 1998, daarna werd de rol van Dalgliesh overgenomen door Martin Shaw.
- Taggart (1983-2010) - Chief Inspector Burke en zijn team: Detective Inspector Robbie Ross, Detective Constable Jackie Reid en Detective Constable Stuart Fraser doen hun politiewerk in Glasgow
- Miss Marple (1984-2006) Deze oude dame (bedacht door Agatha Christie) lost allerlei moeilijke zaken op in het fictieve dorp St.Mary's Mead.
- The Adventures of Sherlock Holmes (1984-1994) is een 41 afleveringen tellende serie met Jeremy Brett in de rol van de beroemde speurder Sherlock Holmes.
- C.A.T.S. Eyes (1985-1987) 31 afleveringen met Pru Standfast, afgestudeerd aan de Universiteit van Oxford. Zij werkt samen met ex-Detective Inspector Maggie Forbes (een rol van Jill Gascoine), computerspecialist Frederica "Fred" Smith (Leslie Ash) en later, Tessa Robinson. Zij onderzoeken zaken die te maken hebben met afpersing, spionage en terrorisme.
- Dempsey and Makepeace (1985-1986) was met 30 afleveringen het verhaal van Dempsey en Makepeace die als een hecht team samenwerkten bij een speciale politiefdeling SI 10. Michael Brandon speelde de rol van Dempsey en Glynis Barber had de rol van Makepeace.
- The Singing Detective (1986) is een BBC-miniserie voor televisie, geregisseerd door Jon Amiel naar het script van Dennis Potter, met Michael Gambon in de hoofdrol. De serie bevat 6 afleveringen ("Skin", "Heat", "Lovely Days", "Clues", "Pitter Patter", "Who Done It")
- A Dorothy L. Sayers Mystery Lord Peter Wimsey is een fictieve figuur in de romans van Dorothy L. Sayers. Een deel van de Lord Peter Wimsey-romans verscheen in twee televisieproducties van de BBC. Lord Peter Wimsey werd gespeeld door Ian Carmichael in een reeks van onafhankelijke feuilletons die van 1972 liep tot 1975 en vijf aangepaste romans, en gespeeld door Edward Petherbridge in 1987, waarin de drie grote Wimsey/Vane-romans werden gedramatiseerd. Harriet werd gespeeld door Harriet Walter.
- Rockliffe's Babies (1987-1988) 18 afleveringen. In deze serie traint Detective Sergeant Alan Rockliffe zeven nieuwe rekruten voor de C.I.D. Hij hoopt dat zijn rekruten volwaardige politiemannen worden.
- Inspector Wexford (1987-2005) (naar scripts van Ruth Rendell). George Baker lost misdaden op in het denkbeeldige Kingsmarkham, waar hij zijn werk verricht met de assistentie van zijn Detective Sergeant Mike Burden (gespeeld door Christopher Ravenscroft).
- Inspector Morse (1987-2000) Met zijn flegmatieke wijze van werken lost Morse (John Thaw) met zijn Detective Sergeant Robbie Lewis diverse moorden op in Oxford.
- Campion (1989-1990) is een serie van 16 afleveringen over de figuur Albert Campion (een rol van Peter Davison) uit Margery Allinghams detectiveverhalen, die met zijn huisknecht Maggersfontein Lugg (Brian Glover) in de jaren dertig in Engeland allerlei misdaden oplost.
- Hercule Poirot (1989-2000) - De Belgische privédetective Poirot (een rol van David Suchet) (naar de boeken van Agatha Christie) gaat met zijn vaste hulp Captain Hastings een aantal moeilijke zaken te lijf.
- The Mrs. Bradley Mysteries was een politieserie, geproduceerd door de BBC. Er werden in 1998 en 1999 vijf afleveringen geproduceerd. Gladys Mitchell, de schrijfster publiceerde bijna tachtig romans in haar lange leven. Gladys schreef Mrs. Bradley in 1929 in het boek Speedy Dead. In de eerste aflevering was Diana Rigg als Mrs. Adela Bradley te zien. In 3 afleveringen die later aan bod kwamen speelde Peter Davison de rol van Inspector Christmas.

### Start jaren 1990
- The Chief is een Britse politieserie die met 35 afleveringen tussen 1990 en 1995 werd geproduceerd en de belevenissen van staf en medewerkers van een fictief politiedistrict laten zien. Vanaf aflevering 12 was Martin Shaw The Chief.
- Prime Suspect (1990-2006) - Detective Chief Inspector Jane Tennison (Helen Mirren) is een taaie, slimme vrouw die hevig van zich af moet bijten in een door mannen gedomineerde en zelfs vijandige omgeving. De laatste aflevering van deze serie werd gemaakt in 2006 onder de titel Prime Suspect VII: The Final Act
- Specials (1991) met 12 afleveringen, een serie over Special Constables in een gefingeerde stad in de Midlands. De serie is opgenomen in West Bromwich en Birmingham met Brian Gwaspari als John Redwood in een van de hoofdrollen.
- Virtual Murder (1992) 6 afleveringen. Cornelius ("JC") en Valentine onderzoeken een reeks van bizarre gebeurtenissen, vaak met hulp van de politie in de vorm van Stephen Yardley als Inspector Cadogan en Jude Akuwuike als Sergeant Gummer.
- Between the Lines (1992-1994) was een politieserie met 35 afleveringen rondom het leven van Detective Superintendent Tony Clark, gespeeld door Neil Pearson. Clark was een ambitieuze medewerker van het Complaints Investigation Bureau (CIB), een internationale organisatie die corruptie onderzoekt bij de Metropolitan Police.
- A Touch of Frost (1992-2010) 42 afleveringen. Moeilijke zaken worden door Inspecteur Frost (David Jason) opgelost in de fictieve stad Denton, een middelgrote stad in Midden-Engeland. Met zijn superintendent Mullett (Bruce Alexander) ligt Frost nogal eens overhoop. DS Toolan (John Lyons) is een van zijn vaste medewerkers.
- Cracker (1993-1996) Deze serie betreft de zaken die een criminoloog / psycholoog (of "cracker"), Eddie "Fitz" Fitzgerald oplost (een rol van Robbie Coltrane). Er zijn 25 afleveringen.
- Cadfael (1994-1998) De van de kruistochten teruggekeerde monnik Cadfael (Derek Jacobi) gebruikt zijn botanische kundigheden om mysteries in het middeleeuwse Shrewsbury op te lossen.
- Wycliffe (1994-1998) - Is een serie die zich afspeelt in Cornwall, met Jack Shepherd als Chief Inspector Wycliffe, hij heeft hulp van Detective Inspector Lucy Lane (Helen Masters) en Inspector Detective Doug Kersey (Jimmy Yuill).
- Backup (1995-1997) met 14 afleveringen was een serie over het werk van politieafdeling Operational Support Unit genaamd (evenals de Territorial Support Group).
- McCallum (1995-1998) - Detectiveserie rond forensisch patholoog Ian McCallum.
- Dalziel and Pascoe (1996-2007) - Hoofdinspecteur Andy Dalziel (Warren Clarke) en zijn vaste hulp Peter Pascoe (Colin Buchanan) (worden geconfronteerd met misdaad in Yorkshire. Een van de afleveringen werd geheel in Amsterdam opgenomen.
- Silent Witness (1996) - Misdaadserie met veel aandacht voor het forensisch werk. In de eerste 8 seizoenen stond het personage van pathologe Sam Ryan (Amanda Burton) centraal. Na haar vertrek bestaat het team van pathologen uit Dr Leo Dalton (William Gaminara), Dr Harry Cunningham (Tom Ward) en Dr Nikki Alexander (Emilia Fox) seizoen 8-16). Vanaf seizoen 17 hebben Dr Dalton en Dr Cunningham plaats gemaakt voor Dr Chamberlain en Dr Hodgsen.
- Midsomer Murders (1997) - (reeds 66 afleveringen) Tom Barnaby (John Nettles) en zijn sergeant Gavin Troy (Daniel Casey), (later opgevolgd door Daniel Scott (John Hopkins), Ben Jones (Jason Hughes), Charlie Nelson (Gwilym Lee) en Jamie Winter (Nick Hendrix) en meer) moeten misdaden bestrijden in de landelijke omgeving van de Midsomer-dorpen. Na Nettles' vertrek in 2011 werd de hoofdrol overgenomen door Neil Dudgeon als zijn neef inspecteur John Barnaby.
- Jonathan Creek met in de titelrol Alan Davies is een 26-delige Engelse mysterie-televisieserie, geproduceerd door de BBC en geschreven door David Renwick. De serie werd uitgezonden tussen 1997 en 2004, in vier seizoenen en twee kerstspecials. De serie is voornamelijk een misdaadserie - de serie won een BAFTA voor Best Drama Series in 1998 - maar bevat ook komische karakters en verhaallijnen.
- Trial and Retribution (1997-2007) 38 afleveringen tot in 2007. Misdaadonderzoek en berechting gaan in deze serie hand in hand. David Hayman speelt Detective Superintendent (later Det. Chief. Supt.) Mike Walker met Kate Buffery als Detective Inspector Pat North. Later wordt Pat North vervangen door Detective Chief Inspector Roison Connor, gespeeld door Victoria Smurfit.
- The Cops (1998-2001) deze serie met 24 afleveringen speelt zich af in de gefingeerde stad Stanton in Noord-Engeland. De afleveringen tonen een documentair karakter.
- Second Sight (1999-2001) is een Engelse politieserie naar verhalen van Paula Milne met in de hoofdrol Clive Owen als hoofdinspecteur Ross Tanner die lijdt aan een oogziekte die hem langzaam blind dreigt te maken.
- The Vice (1999-2003) De veteraan politie-inspecteur Pat Chappel (een rol van Ken Stott) is de leider van het Metropolitan Vice Squad en met zijn team gaat hij de uitwassen van prostitutie en pornografie in Londen te lijf. (23 afleveringen)

### Start jaren 2000
- Rebus (2000-2006) DI John Rebus van Edinburgh CID en zijn DC Siobhan Clarke ontrafelen in die stad allerlei soorten misdaden. Rebus wordt gespeeld door John Hannah, maar in de laatste drie van de tien afleveringen heeft Ken Stott die rol overgenomen.
- The Blind Date (2000) Tweedelige detectivefilm met Zara Turner als Lucy Kennedy. De zus van detective Lucy was vermoord en daar houdt zij vreselijke herinneringen aan over die naar boven komen wanneer een vriend van haar een blind date heeft.
- Waking the Dead (2000-2007) 63 afleveringen - Een onderzoeksteam naar misdaden uit het verleden die niet opgelost werden, wordt gevormd door Superintendent Peter Boyd (Trevor Eve), Dr Grace Foley (Sue Johnston), DS. Stella Goodman en pathologe Eve Lockhart (Felicite du Jeu).
- Murder Rooms (2000) - Dr. Joseph Bell (Ian Richardson) lost mysterieuze zaken op met behulp van zijn assistent Arthur Conan Doyle (Charles Edwards). De echte Dr. Bell stond model voor Sherlock Holmes, hij was leraar van Arthur Conan Doyle, de schrijver die Holmes creëerde.
- Murder in Mind (2001-2003) - Iedere aflevering is een losstaand verhaal en heeft een andere cast. Daarbij komen we ook acteurs tegen die we uit andere detectiveseries kennen, zoals David Suchet uit Poirot en 'National Crime Squad' en Kevin Whately, sergeant Lewis uit Inspector Morse.
- Messiah (2001) De vier afleveringen zijn kruisingen tussen een horrorfilm en een detective; ze zijn opmerkelijk donker gekleurd van tint. Daarbij komt nog dat DC Metcalfe uiterst somber is; Warren gescheiden en grof; Beauchamp is een bleek witneusje. In de hoofdrollen Neil Dudgeon en Ken Stott
- The Inspector Lynley Mysteries (2001-2007) - Nathaniel Parker als Superintendent Thomas Lynley, de achtste graaf van Asherton lost samen met zijn Sergeant Barbara Havers (Sharon Small) moorden op in opdracht van New Scotland Yard. Eind 2007 kondigde de BBC aan met de serie te stoppen.
- National Crime Squad (2001-2002) Het National Crime Squad, het Britse antwoord op de FBI, is een groep discrete, technisch ontwikkelde topdetectives. John Borne (David Suchet) heeft het commando over deze elitaire misdaadbestrijdingseenheid. Ondanks zijn zwijgzame karakter weet hij informatie los te krijgen uit mensen.
- Mersey Beat (2001-2004) - De perikelen van hoofdinspectrice Susan Blake (Haydn Gwynne) met haar medewerkers op een Engels politiebureau.
- Wire in the Blood (2002) is een serie waarin de klinische psycholoog Dr. Tony Hill (Robson Green) gekoppeld is aan Detective Inspector, Carol Jordan (Hermione Norris).
- Helen West (2002) - Serie met Officier van Justitie Helen West (Amanda Burton) en haar vriend, politiechef Geoffrey Bailey, zijn verhuisd naar de voorstad in de verwachting daar rust te vinden.
- Bloodstrangers (2002) Tweedelige detective met in de hoofdrollen Caroline Quentin en Paul Mcgann. Lin Beresford gaat op zoek naar de moordenaar van haar dochter. Haar relatie met DC David Ingram leidt tot spanningen op persoonlijk en professioneel vlak.
- Murphy’s Law (2003-2006) - In Murphy's Law speelt James Nesbitt de geschorste undercoveragent Tommy Murphy. Zijn baas is Detective Inspector Annie Guthrie.
- New Tricks (2003-2007) 39 afleveringen - DS Sandra Pullman krijgt een team ex-rechercheurs toegewezen dat onopgeloste moordzaken moet gaan heropenen, het UCOS (Unsolved  Crime and Open Case Squad).
- Blue Murder (2003-2006) – Politievrouw Janine Lewis (Caroline Quentin) moet als alleenstaande moeder met haar team in Manchester de misdaad bestrijden.
- M.I.T.: Murder Investigation Team (2003) - Elke aflevering volgt het moordonderzoek vanaf de ontdekking van een lijk tot de oplossing van het moordmysterie door het Murder Investigation Team (M.I.T.)
- Rosemary & Thyme (2003-2007) - Rosemary Boxer (Felicity Kendal) en Laura Thyme (Pam Ferris) hebben allebei in hun leven de nodige tegenslagen die om een oplossing vragen.
- The Last Detective (2003-2007) - DC Dangerous Davies (Peter Davison) is een beschaafde man in een onfatsoenlijke wereld, het tegengif voor de meer gewelddadige series.
- The Commander (2003-2007) - Rechercheurs van de afdeling Moordzaken van de Metropolitan Police onderzoeken honderdvijftig moorden per jaar. Alle moorden vallen onder de supervisie van Commander Clare Blake (een rol van Amanda Burton).
- Blackpool (2004) was een serie van 6 afleveringen over de moord op een jongeman in een arcade in Blackpool. DI Peter Carlisle (David Tennant) moest dat misdrijf oplossen.
- Foyle's War (2004) - Christopher Foyle (Michael Kitchen) als Detective Inspector probeert met zijn helpers Sergeant Paul Milner (Anthony Howell) en chauffeuse Samantha Stewart (Honeysuckle Weeks) in de periode 1940-1945 misdrijven in Zuid-Engeland op te lossen.
- Murder in Suburbia (2004-2005) De politievrouwen DI Kate Ashhurst (een rol van Caroline Catz) en DS Emma Scribbins (gespeeld door Lisa Faulkner) proberen misdaden te ontmaskeren. Een serie met 12 afleveringen.
- Vincent (2005-2006) 8 afleveringen. Privédetective Vincent Gallagher (Ray Winstone) is een gepassioneerde man die vergeet dat hij een zaak runt en niet op kruistocht is. Zijn werkmethode wordt niet altijd door de politie in dank afgenomen.
- Jericho (2005)4 afleveringen - In de serie Jericho speelt Robert Lindsay de rol van Chief Inspector Michael Jericho van Scotland Yard.
- Lewis (2006 - 2015) na 33 afleveringen gestopt - is een Britse televisieserie afgeleid van de politieserie Inspector Morse, zich afspelende in Oxford. Kevin Whately was eerst Sergeant Robbie Lewis, die de rechterhand was van Inspector Morse en nu als Inspecteur de baas is van DS James Hathaway (Laurence Fox).
- Murder City (2006) - Murder City speelt zich af in Londen en draait voornamelijk om het rechercheurswerk van de twee hoofdpersonen DI Susan Alembic (Amanda Donohoe) en DS Luke Stone (Kris Marshall).
- Ashes to Ashes is een Britse misdaad- en politieserie, die zich in het begin van de jaren tachtig afspeelt. Zij is een vervolg op Life on Mars, dat gesitueerd was in het jaar 1973, en de titel is wederom ontleend aan een liedje van David Bowie. De serie ging op 7 februari 2008 in première en op 8 juni 2009 werd de laatste aflevering uitgezonden.
- Holby Blue (2007-2008) is een twintigdelige serie over een politiebureau in de denkbeeldige stad Holby. De serie laat het leven en de liefdes zien van de medewerkers van dit bureau. Hoofdfiguur is DI John Keenan gespeeld door Cal MacAninch.
- Inspector George Gently (2007) is een Britse politieserie geproduceerd voor de BBC 1, die gesitueerd is in de jaren zestig en gebaseerd is op de Inspector Gently romans van Alan Hunter en gespeeld door Martin Shaw als de gelijknamige inspecteur en Lee Ingleby als Detective Sergeant John Bacchus.
- Wallander, het succes van de Zweedse televisieserie Wallander was voor de BBCI een reden om opdracht te geven om in 2008 drie afleveringen in een Engelse versie te maken met Kenneth Branagh als inspecteur Wallander. De afleveringen zijn verfilmingen naar de boeken van Henning Mankell: De blinde muur, Midzomermoord en Dwaalsporen. De afleveringen werden gefilmd in Zweden in de omgeving van Ystad.
- Criminal Justice is een vijfdelige BBC-politieserie geproduceerd in 2008 en geschreven door Peter Moffat. De productie won onder meer BAFTA Awards voor beste dramaserie en beste schrijver en een International Emmy Award voor beste acteur (Ben Whishaw). De serie werd in Nederland van 1 mei 2010 tot en met 29 mei 2010 door de KRO uitgezonden.
- A Place of Execution is een driedelige Britse politieserie in 2008 geproduceerd door Coastal Productions in samenwerking met ITV naar een script van Val McDermid. Op een koude december nacht in 1963 verdween het 13-jarig meisje Alison Carter spoorloos - het mysterie is nooit opgelost. Meer dan 40 jaar later wordt de draad weer opgepakt door Catherine Heathcote gespeeld door Juliet Stevenson.
- Whitechapel (2009) Deze serie onder regie van S.J. Clarkson gaat over een seriemoordenaar in de Londense wijk Whitechapel die de gruwelijke moorden lijkt te imiteren die de beruchte Jack the Ripper in het najaar van 1888 pleegde. De hoofdrollen worden vertolkt door Rupert Penry-Jones (DI Joseph Chandler), Steve Pemberton (Edward Buchan) en Phil Davis (DS Miles).
- Law & Order: UK is een Britse dramaserie, begonnen in 2009 met 26 afleveringen. Het is een spin-off van de Amerikaanse Law & Order. Het programma wordt gefinancierd door de productiebedrijven Kudos Film and Television, Wolf Films en NBC Universal. Hoofdschrijver en regisseur Chris Chibnall baseerde de eerste serie van afleveringen op de scripts en afleveringen van de andere Law & Order-serie. In de serie spelen onder andere Bradley Walsh, Jamie Bamber, Harriet Walter, Ben Daniels, Freema Agyeman en Bill Paterson. Het is de eerste Amerikaanse dramaserie die is aangepast voor de Britse televisie. De serie speelt zich af in Londen en volgt de formule van het origineel.
- Great Crimes and Trials (productiejaren onbekend) is een serie van reeds 80 afleveringen over de belangrijkste misdaadzaken uit de 20e eeuw, onder andere over Al Capone, Jack the Ripper, Lucky Luciano en The Great Train Robbery. Deze zaken werden vakkundig gereconstrueerd.
- The Children is een driedelige Engelse politieserie die in april 2010 door de KRO werd uitgezonden. Een achtjarig meisje is vermoord. Iemand heeft Emily zo hard geslagen dat zij een gebroken nek heeft opgelopen.
- Criminal Justice is een vijfdelige BBC-politieserie geproduceerd in 2008 en geschreven door Peter Moffat. Ben Coulter (een rol van Ben Whishaw) is een 21-jarige jongen. Maar een avontuurtje met Melanie loopt niet goed af, want zij blijkt de volgende ochtend vermoord te zijn.
- Unforgiven (2009) is een Britse miniserie in drie delen. Ruth Slater (een rol van Suranne Jones (1979)) komt na 15 jaar uit de gevangenis vrij. Ze heeft vastgezeten voor de moord op twee politieagenten. In de vrijheid moet zij zich weer leren aan te passen. Zij wil nu graag haar zusje Katie zien, in de gevangenis heeft ze nooit iets van haar vernomen. Katie is geadopteerd na de veroordeling van Ruth. Zij probeert haar te vinden. In deze detective speelt ook de acteur Peter Davison (1951) . Hij is bekend door zijn rol van DC Dangerous Davies in The Last Detective.
- Hunter is een tweedelige BBC 1-politieserie geproduceerd in 2009. DSI Iain Barclay (Hugh Bonneville) geeft leiding aan een team van de politie die op zoek zijn naar de verdwijning van twee jongens. Hij roept de hulp in van een oud-collega DS Amy Foster (Janet McTeer) om te helpen bij het onderzoek. De daders komen uit een radicale zinsbouw. Ze dreigen dat ze de kinderen zullen doden als de BBC geen propagandafilm tegen abortus uitzendt.

### Start jaren 2010
- Luther (2010) is een Britse psychologische politieserie met in de hoofdrol Idris Elba als Detective Chief Inspector John Luther. Er zijn vier seizoenen verschenen van deze serie.
- Sherlock (2010) is een Britse televisieserie, geschreven door Steven Moffat (1961). De hoofdrollen worden gespeeld door Martin Freeman (1971) in de rol van Doctor Watson, en Benedict Cumberbatch (1976) als Sherlock Holmes en met Rupert Graves als Inspector Lestrade. Als de taxichauffeur is Philip Davis te zien.
- Detective Chief Inspector Alan Banks (2010) is de fictieve hoofdpersoon in een reeks van misdaadromans geschreven door de schrijver Peter Robinson. In juli 2010 gaf ITV opdracht voor een televisieaflevering van de roman Aftermath, met Stephen Tompkinson in de hoofdrol van DCI Banks. Zijn tegenspeelster is Andrea Lowe in de rol van Annie Cabbot. Deze werd uitgezonden in twee afleveringen van een uur op 27 september en 4 oktober 2010. De kijkcijfers waren succesvol genoeg om nog drie afleveringen te produceren. Op 28 mei 2011 werd Aftermath uitgezonden door de KRO.
- Scott & Bailey (2011) DC Rachel Bailey (Suranne Jones ) en DC Janet Scott ( Lesley Sharp ) zijn beiden lid van het Major Incident Team van de fictieve Manchester Metropolitan Police, onder leiding van DCI Gill Murray ( Amelia Bullmore ). Zij proberen moordzaken op te lossen
- Vera (2011) is een Britse detective televisieserie gebaseerd op de boeken van de misdaadauteur Ann Cleeves. De hoofdrol wordt gespeeld door Brenda Blethyn en wordt in twaalf afleveringen uitgezonden op ITV1, en in België bij Canvas in september en oktober 2011 en in september en oktober 2012 en de overige vier afleveringen in 2013. In Nederland wordt de serie uitgezonden door de KRO/NCRV.
- Death in Paradise (2011) is een komische politieserie die speelt op het fictieve Caraïbische eilandje Saint-Marie. Inspecteur Richard Poole (een rol van Ben Miller) is een typische stijve Engelsman die naar het eiland wordt gestuurd om een moord op te lossen, maar vervolgens te horen krijgt dat hij voor onbepaalde tijd moet blijven. In de loop van de eerste aflevering van de derde reeks wordt hij vervangen door DI Humphrey Goodman (gespeeld door Kris Marshall). Goodman wordt in het zesde seizoen op zijn beurt vervangen door Jack Mooney (gespeeld door Ardal O'Hanlon).
- Inspector Aurelio Zen (2011) De serie gaat over de belevenissen van Aurelio Zen, die als inspecteur bij de politie van Rome probeert corrupte politici, foute politiemensen en met de maffia verbonden zakenlieden achter de tralies te brengen. Aurelio is afkomstig uit Venetië en daarom bij de politie in Rome een beetje een buitenbeentje. Hij woont nog bij zijn moeder, maar heeft ook een relatie met de secretaresse van zijn baas. Rufus Sewell speelt Aurelio Zen.
- Case Sensitive (2011) Er werden slechts twee afleveringen gemaakt. Case Sensitive is een Britse politieserie van de zender ITV1. De serie ging in première op 2 mei 2011. In de hoofdrol Olivia Williams als detective Charlie Zailer. Darren Boyd speelt inspecteur Simon Waterhouse.
- Father Brown (2013) is een televisieserie met Mark Williams als priester- speurder. Gestart bij BBC One.
- Grantchester (2014) is een Britse detectiveserie die zich afspeelt in het Cambridgeshire gelegen dorp Grantchester in de buurt van Cambridge, waar de lokale Anglicaanse dominee Sidney Chambers (James Norton ) zich ontwikkelt tot een soort reserve detective van de knorrige inspecteur Geordie Keating (Robson Green). De serie is gebaseerd op het boek The Grantchester Mysteries van James Runcie.
- Shakespeare & Hathaway: Private Investigators (2018) is een serie van de zender BBC1 en geproduceerd door BBC Birmingham. Het speelt zich af in Stratford-upon-Avon. Oud-politieagent Frank Hathaway heeft een detectivebureau, waarbij hij wordt bijgestaan door Luella Shakespeare, die eerst een klant van hem was. Hun assistent, Sebastian Brudenell, gebruikt zijn toneelopleiding als er  iemand undercover moet.
- Shetland (2013) is een Britse serie van de zender BBC1 die gebaseerd is op de boeken van misdaadschrijfster Ann Cleeves. Het is een reeks verhalen over rechercheur Jimmy Perez die zich afspelen op de Shetlandeilanden. De serie stond bekend als haar Shetland Island Quartet, maar in januari 2013 verscheen "Dead Water" als vijfde in de reeks. In 2013 werd de pilotaflevering "Red Bones" uitgezonden en een jaar later volgde een eerste reeks van drie delen, bestaande uit "Raven Black", "Dead Water" en "Blue Lightning". Begin 2016 volgde dan nogmaals een driedelige reeks. Na een lange periode keert rechercheur Jimmy Perez (gespeeld door Douglas Henshall) terug naar de Shetlandeilanden, waar hij geboren werd. Hij leidt een moordonderzoek dat ver teruggaat naar geheimen en leugens uit het verleden.
- C.B. Strike (2017) is een Britse detectiveserie met in de hoofdrol Tom Burke en Holliday Grainger. Er zijn inmiddels vier korte series van elk zeven afleveringen gemaakt die uitgezonden zijn via HBO/Ziggo Movies & Series XL. Serie vier werd in 2020 door de BBC uitgezonden.